# Política en Harry Potter
Hay varias teorías publicadas sobre la política en los libros de Harry Potter de J. K. Rowling, que van desde su contenido de críticas al racismo hasta sentimientos antigubernamentales. De acuerdo con Inside Higher Ed, las tesis doctorales han sido devotas a los libros de Harry Potter. También hay varios cursos universitarios centrados en el análisis de la serie Harry Potter, incluyendo un curso de ciencia política de una división más alta.
La revista Time notó los aspectos políticos y sociales de Harry Potter en su volumen de la persona del año de 2007, donde Rowling fue colocada en el tercer lugar detrás de los políticos Vladímir Putin y Al Gore. El potencial social y el impacto político de Harry Potter fue llamado similar al fenómeno del libro de  Harriet Beecher Stowe del siglo XIX popular pero difamado por la crítica, La cabaña del tío Tom, que impulsó el movimiento abolicionista que condujo a la guerra de Secesión.
Cuando se le preguntó sobre la política y el mensaje en Harry Potter, Rowling explicó, "Yo quería que Harry deje nuestro mundo y encuentre exactamente los mismos problemas en el mundo mágico. Así que tienen el intento de imponer una jerarquía, tienen intolerancia, y esta noción de pureza, que es este gran error, pero surge en todo el mundo. A las personas les gusta creerse superiores y que, si no pueden enorgullecerse de nada más pueden enorgullecerse de la pureza percibida. Así que sí, esto sigue un paralelismo [con el nazismo]. En realidad no era exclusivamente eso. Yo pienso que pueden ver que en el Ministerio, aun antes de que es tomado, hay paralelismos a los regímenes que todos conocemos y amamos." Ella también dijo, "Deberían cuestionar a la autoridad y no asumir que el establecimiento o la prensa les dice toda la verdad."
The Wall Street Journal comparó a Neville Chamberlain con el Cornelius Fudge de Rowling, diciendo que ambos estaban ansiosos de ayudar a sus electores a mirar para otro lado para evitar la guerra. "A lo largo de la década de 1930, Chamberlain, temiendo que Churchill esté fuera por su trabajo, condujo una campaña contra su compañero Tory. Chamberlain negó la existencia de la amenaza alemana y ridiculizó a Churchill como un ‘belicista’. Él usó el London Times —el órgano de la casa del gobierno— para atacar a Churchill y suprimir los mensajes del extranjero sobre los nazis que lo habrían reivindicado." Rowling confirmó que Chamberlain fue su inspiración en la revista española XLSemanal. Rowling también le dijo al periódico holandés de Volkskrant que Voldemort era "una especie de Hitler", y que su decisión de hacer paralelismos con el nazismo en los libros fue inmediata.

## Educación versus adoctrinamiento
Entertainment Weekly notó que las "ideas sobre la guerra, sobre el liderazgo, sobre los peligros de la consolidación del poder y la dictadura, sobre la importancia de la disidencia, y sobre el heroísmo y el sacrificio" de la generación posterior al 9/11 "han sido conformadas, al menos en parte, por Rowling", y que su concepto de libertad de expresión ha sido influenciado por el desgaste de Rowling de los desafíos rutinarios de sus libros.
Bill O'Reilly se unió a la batalla política sobre la salida del clóset del personaje de Harry Potter Albus Dumbledore, preguntado si era parte de la "agenda gay" para adoctrinar a los niños. Él llamó a Rowling una provocadora por contarle a los fanes sobre la sexualidad de Dumbledore después de que los libros fueran escritos. Su invitada, la editora principal de Entertainment Weekly Tina Jordan, dijo que su "adoctrinamiento" es "un argumento superficial", diciendo que "adoctrinamiento es una palabra muy fuerte", porque "todos conocemos a los gays, sea que la conozcamos o no." O'Reilly continuó al día siguiente diciendo que el problema real es que Rowling está enseñando "tolerancia" e "igualdad para homosexuales y heterosexuales". Su invitado Dennis Miller dijo que la tolerancia era bueno que no pensaba que se pueda "adoctrinar a un niño para que sea gay".
ZENIT, una agencia de noticias dedicada a promover el mensaje de la Iglesia católica, acusó a Rowling de traicionar a sus lectores revelando la sexualidad de Dumbledore, y dijo que Rowling es la mujer más rica de Gran Bretaña gracias a la falta de propaganda política, social o moral en sus libros. El jefe de Human Life International, una organización activista provida católica con sede en los Estados  Unidos, tomando una visión negativa de los libros y "su descendencia literaria", dijo que Harry Potter adoctrina a las almas jóvenes en el lenguaje y la mecánica del ocultismo y dijo que la representación de Rowling de Dumbledore socializa si no adoctrina a los jóvenes a la intolerancia hacia los gais. El Berkeley Beacon dijo que la percepción de un padre del adoctrinamiento es la educación de otro, en su artículo, Sin política en Harry Potter, que se opone a los cargos sobre que Rowling promovía la homosexualidad en sus libros. Discutiendo la controversia, Rowling le dijo a la BBC, "Los fundamentalistas cristianos nunca fueron mi base", y pensó que era ridículo preguntar si una persona gay podría ser una brújula moral en el siglo XXI.
Discutiendo los valores y la moralidad de sus personajes Draco Malfoy y Dudley Dursley, Rowling explicó que ambos fueron adoctrinados con las creencias de sus padres. "En el momento en que Draco obtuvo lo que pensaba que quería, convertirse en mortífago, y que Lord Voldemort le de una misión, como hizo en “Harry Potter y el misterio del príncipe”, la realidad lo golpeó", dijo Rowling, porque su sueño era "muy diferente". Ella dijo que había una "una auténtica cobardía moral" en Draco, pero que él no era "completamente malo".

## Racismo, limpieza étnica y nazismo

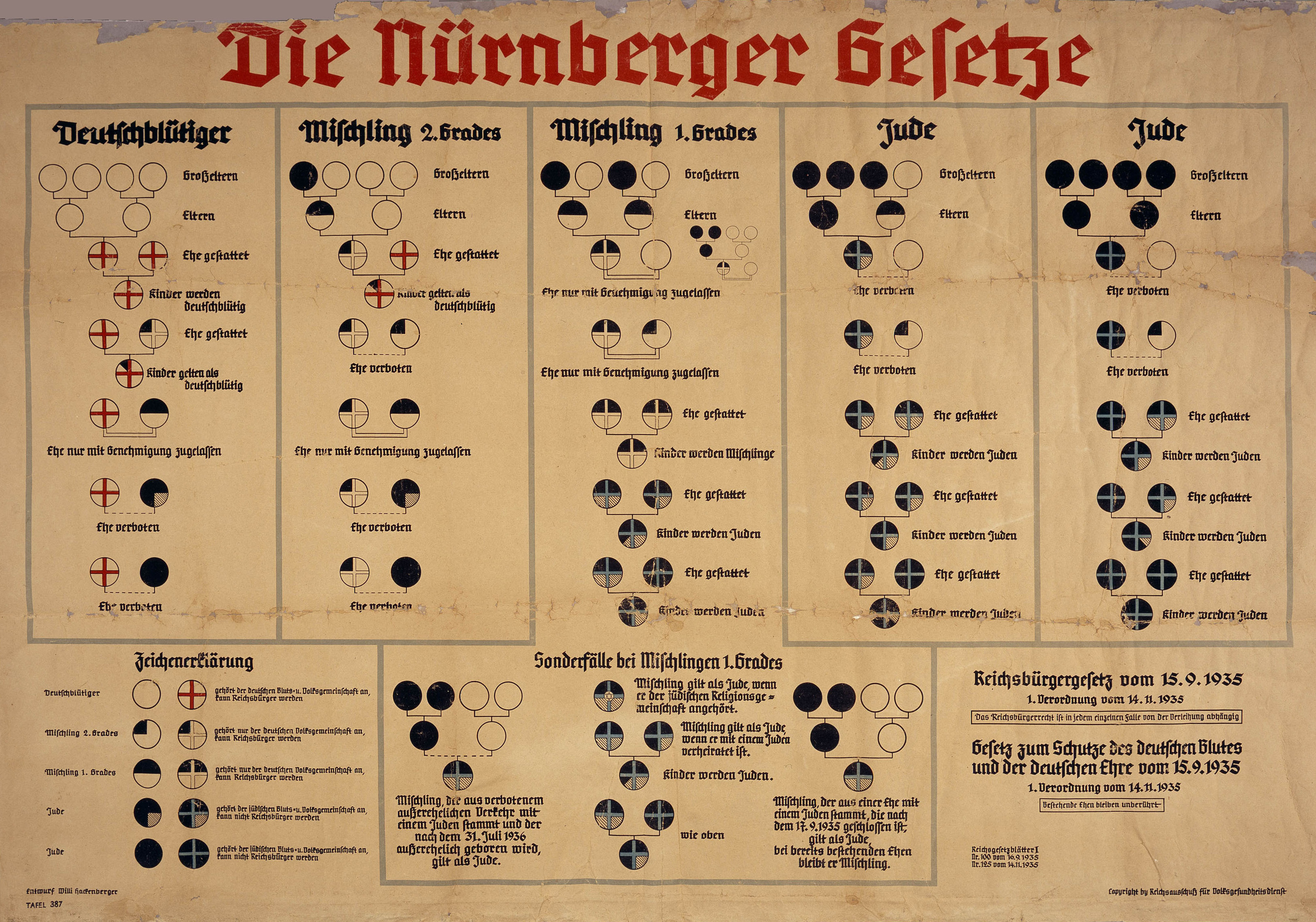
Este cuadro de judíos, alemanes, "mestizos de primer grado" y "mestizos de segundo grado" distintivos, usado en la Alemania nazi recuerda a las divisiones de "sangre pura", "mestizos" e "hijos de muggles" usadas en Harry Potter.

Los analistas notan la crítica al racismo en los libros de J. K. Rowling.
Cuando se le preguntó sobre el tema del racismo y si sus libros han cambiado los pensamientos de la gente, Rowling dijo, "No creo que yo sea pesimista, pero creo que soy realista sobre cuánto se pueden cambiar prejuicios profundamente arraigados, así que yo siento que si alguien fuera un racista comprometido, posiblemente Harry Potter no tendrá efecto."
Cuando se le preguntó en una conversación electrónica después de las Reliquias de la Muerte sobre el futuro de Hermione, Rowling dijo, "Hermione comenzó su carrera posterior a Hogwarts en el Departamento de Regulación y Control de las Criaturas Mágicas, donde fue instrumental en mejorar mucho la vida de los elfos domésticos y demás criaturas similares. Luego se trasladó al Departamento de Operaciones Mágicas Especiales, donde fue una voz progresiva que aseguró la erradicación de las opresivas leyes a favor de los sangre pura."
Después de la publicación de las Reliquias de la Muerte, Rowling respondió a las preguntas sobre las metáforas en los libros sobre limpieza étnica: "Bueno, es una metáfora política. Pero... No me senté y pensé, ‘quiero recrear la Alemania nazi’, en el— en el mundo mágico. Porque —aunque hay— insinuaciones bastante conscientes a la Alemania nazi, también hay asociaciones con otras situaciones políticas. Así que no puedo distinguir uno." Rowling también comparó a su personaje Voldemort con megalómanos paranoicos como Adolf Hitler y Iósif Stalin.
En su gira literaria de 2007, Rowling discutió más profundamente los paralelismos con el nazismo, diciendo que "En realidad no era exclusivamente eso. Yo pienso que pueden ver que en el Ministerio, aun antes de que es tomado, hay paralelismos a los regímenes que todos conocemos y amamos." Ella precedió el comentario diciendo que "A las personas les gusta creerse superiores y que, si no pueden enorgullecerse de nada más pueden enorgullecerse de la pureza percibida."
Rowling dijo en su sitio web que los términos de Harry Potter ‘sangre pura’, ‘mestizo’ y ‘hijo de muggles’, comparados con "las tablas que usaron los nazis para demostrar que alguien era de sangre “aria” o “judía”. Yo pude ver una en el Museo del Holocausto de Washington cuando ya tenía bien meditadas las expresiones “mestizo”, “sangre pura” e “hijo de mugglea”, y me quedé de piedra al saber que los nazis usaron precisamente la misma lógica retorcida que los mortífagos. Según su ideología, fue un solo abuelo judío el que “contaminó” la sangre."
Christopher Hitchens notó en The New York Times que el rayo —la forma de la cicatriz que Harry Potter recibió como resultado del maleficio de Voldemort, ahora considerado emblemático de la serie— es también el símbolo de la Unión Británica de Fascistas de Oswald Mosley, un grupo prominente de simpatizantes de los nazis durante las décadas de 1930 y 1940. Los nazis mismos, en su SS, también hicieron uso de él.
J. K. Rowling menciona en un artículo que Mosley estaba casado con Diana Mitford, hermana de su heroína, Jessica Mitford. Jessica, en honor a quien Rowling nombró a su hija, nunca perdonó la simpatía de Diana por los nazis.
Oswald y Diana se casaron en 1936, en la casa de Berlín del jefe nazi Joseph Goebbels con Adolf Hitler como un invitado. J. K. Rowling también notó que la hermana mayor de las Mitford Unity, a quien Jessica era más cercana en su juventud, se convirtió en archifascista y favorita de Adolf Hitler.
Así, la historia de Jessica puede haber inspirado parte de la historia de Harry: Narcisa Black (análoga a Diana Mitford) se casó con un mortífago, Lucius Malfoy (Oswald Mosley). Su hermana, Bellatrix (Unity Mitford), era ella misma una mortífaga, y una favorita de lord Voldemort (Adolf Hitler). Andrómeda (Jessica Mitford) se casó con el hijo de muggles Ted Tonks contra los deseos de su familia (como Jessica se fugó con su primo Esmond Romilly) y fue quemada del árbol genealógico familiar. Estos paralelismo fueron notados en el periódico comunista estadounidense People's Weekly World.
En un evento neoyorquino organizado por el presentador de MSNBC Keith Olbermann, Rowling confirmó las similitudes intencionales entre Voldemort y Hitler.
En un acto conmemorando el Holocausto, el actor Daniel Radcliffe, cuya madre es judía, donó su primer par de anteojos de Harry Potter a una exhibición artística inspirada por una famosa fotografía de la Segunda Guerra Mundial de una montaña de víctimas de limpieza étnica mutiladas. La coestrella de Radcliffe en Harry Potter Jason Isaacs, que interpretó a Lucius Malfoy en las películas, él mismo un judío británico, estuvo dispuesto a participar en las conmemoraciones en el día oficial de la Memoria del Holocausto, conduciendo un servicio en la filarmónica de Liverpool.
Aviva Chomsky —hija del afamado académico Noam Chomsky— en the Providence Journal sugiere que Harry Potter es una parábola sobre los derechos de inmigración, notando que, en Estados Unidos, las "leyes de inmigración, ciudadanía y naturalización están explícitamente basadas en la discriminación en base al origen nacional. Donde naciste, y qué pasaporte tienes, determinan si tienes el derecho de venir aquí, de visitar, trabajar, o vivir aquí."

## Males de la guerra
En la serie Harry Potter, Rowling dijo en su gira de promoción en Estados Unidos en octubre de 2007, "Yo quería muy conscientemente mostrar cuál es uno de los grandes males de la guerra, que es que gente totalmente inocente es sacrificada [...] Otro gran mal de la guerra es que los niños pierden a su familia."

## Valores progresistas y diversidad
La revista Time dijo en 2005, "Rowling adapta un género por sí conservador para sus propios propósitos progresistas. Su Hogwarts es secular, sexual, multicultural,  multirracial e incluso una especie de multimedia, con todos esos fantasmas parlantes." Para calificar la publicación francesa de las Reliquias de la Muerte, el prominente periódico francés de centro izquierda Libération dedicó la portada y otras dos páginas más a responder la pregunta “¿por qué Harry Potter es de izquierda?”.
En 2007, respondiendo a una pregunta de un niño sobre la vida amorosa de Dumbledore, Rowling reveló, "Siempre vi a Dumbledore como gay." Detallando un poco, ella dijo, "Dumbledore se enamoró de Grindelwald... No lo olviden, enamorarse puede cegarnos. [Él] estaba muy atraído a esta brillante persona. Esta fue la tragedia de Dumbledore."
Melissa Anelli, administradora del fansite The Leaky Cauldron, le dijo a Associated Press, "Jo Rowling llamando a cualquier personaje de Harry Potter gay habría causado maravillosos avances en la tolerancia hacia la homosexualidad [...] Denominando a alguien tan respetado, talentoso y amable, como alguien que resulta también ser homosexual, ella está reforzando la idea de que la homosexualidad de una persona no es algo de lo que se debería estar avergonzado." En la controversia consiguiente, Rowling dijo, "Sé que fue algo positivo que yo dijera eso, para al menos una persona, porque un hombre ‘salió del clóset’ en el Carnegie Hall". Mark Harris de Entertainment Weekly dijo que "su elección de hacer a un profesor-mentor gay en un mundo donde los maestros gay aún son calumniados sistemáticamente como malas influencias no fue, para ser sincera, ningún accidente." Harris también dice que hay una drástica representación insuficiente de los gais en la población, y es un fracaso indecente y descarado en la industria del entretenimiento —"incluyendo el tremendo número de productores, guionistas y ejecutivos gays que sacrifican sus convicciones para no parecer muy “estridente” o “político”."
De acuerdo con ThinkProgress, un sitio de noticias progresista, los blogs conservadores dicen que la revelación de Rowling sobre Dumbledore reivindica los ataques de Jerry Falwell a la homosexualidad en los medios infantiles que fueron fustigados por los medios de difusión. "¿Qué está evitando que diga que [...] Neville crecerá como un pedófilo?" dijo David Baggett, un profesor de filosofía asociado en la Escuela de Religión de la Universidad de Libertad, de Falwell. Baggett, que fue coautor del libro Harry Potter and Philosophy: If Aristotle Ran Hogwarts, dice que fue sorprendido no solo por el anuncio de Rowling, sino por el hecho de que tuvo lugar poco después de que confirmó la creencia de varios fanes de Harry Potter de que la serie tenía temas cristianos.
La revista Slate cita a un participante de la charla literaria que dijo, "Estaba claro que JKR no planeaba sacar del clóset a Dumbledore. A ella sólo le importa ser fiel a sus lectores."
Mike Thomas del Orlando Sentinel dijo que luego de reflexionar, Dumbledore era gay desde el principio, y que esmeradamente explica el comportamiento de su personaje y su relación con Grindelwald. Thomas nota el talento que Rowling muestra al escribir a un personaje gay sin tener que etiquetarlo como tal.
De acuerdo con Reuters, Rowling quedó sorprendida por el escándalo y declinó a decir si su "salida del clóset" de Dumbledore podría alienar a aquellos que desaprueban la homosexualidad. "Ciertamente nunca ha sido noticia para mí que un hombre valiente y brillante pudiera amar a otro hombre. [...] Él es mi personaje. Él es lo que es y tengo el derecho de decir lo que digo sobre él," dijo ella. La reacción ha sido en su mayoría a favor en los sitios web de los fanes, como The Leaky Cauldron y MuggleNet.
El actor David Thewlis, que interpreta a Remus Lupin en la serie, dijo que estaba sorprendido por la sexualidad de Dumbledore, porque mientras filmaba Harry Potter y el prisionero de Azkaban el director Alfonso Cuarón tuvo la idea de que "Lupin era gay, y describió a mi personaje como un yonqui gay".
La autora cristiana de fantasía Regina Doma escribió un ensayo titulado En defensa de Dumbledore, en el cual argumentaba que los libros en realidad apoyan la educación católica sobre la homosexualidad debido a la relación de Dumbledore con el mago tenebroso Grindelwald lleva a resultados obviamente terribles, ya que comienza a interesarse en la magia oscura misma, descuida sus responsabilidades hacia su hermana menor y finalmente causa su muerte.
El crítico literario de Sun-Sentinel Chauncey Mabe dice que estuvo mal que Rowling revele la orientación sexual de Dumbledore. Mabe aclaró que esto no era debido a que Dumbledore sea gay, sino a sus propias objeciones a los autores que siguen hablando de sus libros después de que estos son escritos. Él pidió que Rowling "se calle, por favor" en "una reunión pública", lo que es contrario a la popularidad masiva de las charlas literarias de Rowling y la sed de su fanes por más información sobre personajes de los libros de Harry Potter. Mabe nota que mil niños asistieron a la "lectura" antes de recibir libros autografiados. Robin Berkowitz, editor de entretenimiento de Sun-Sentinel dice de los comentarios de Rowling y otras revelaciones que podría hacer sobre sus personajes, "No necesitamos saber ninguno de ellos para apreciar completamente los libros." También dijo "No digas, no hechices", una referencia a No preguntes, no digas, la antigua política militar estadounidense sobre la homosexualidad. Estos sentimientos son reflejados por Jeffrey Weiss en su artículo, “Harry Potter and the author who wouldn't shut up”, publicado en The Dallas Morning News.
Michael Gerson de The Washington Post dice que "la tolerancia es uno de los temas principales de los libros de Harry Potter. En una maravillosa comparación social, la licantropía es tratada como una especie de enfermedad crónico, con los hombre lobo siendo sujetos de discriminación como si tuvieran SIDA."

## Activismo social
De acuerdo con Philip Nel de la Universidad Estatal de Kansas, la serie Harry Potter puede ser vista como "novelas políticas que critican el racismo y la superioridad racial." Rowling, que trabajó para Amnistía Internacional, evoca su activismo social a través de la pasión de Hermione por los elfos oprimidos y la formación de su “Plataforma Élfica de Defensa de los Derechos Obreros”. Dobby el elfo doméstico ha sido comparado con el abogado laboral Dobby Walker que introdujo a la heroína de Rowling, Jessica Mitford, al partido comunista. Hermione es retratada iniciando una campaña para emancipar a los elfos domésticos esclavizados, usando los métodos de las campañas del mundo real con temas sociales y políticos, como insignias con eslóganes. Ella persiste en esta campaña también cuando es considerada quijotesca incluso por sus mejores amigos y no muy apreciada siquiera por la mayoría de los elfos domésticos mismo. Pero en Harry Potter y las Reliquias de la Muerte, la campaña resulta haber tenido enormes resultados imprevistos, con los elfos domésticos uniéndose a la lucha y salvando las vidas de los protagonistas. Rowling dijo en una entrevista que Hermione y su consciencia política sobre los derechos de los elfos era completamente autobiográfica.

## Mensaje subversivo y anarquista
Gerson de The Washington Post también describió lo que él consideraba la misma naturaleza subversiva de los libros de Harry Potter en la respuesta que estos ofrecen a la muerte. Voldemort cree que la muerte debe ser dominada y "vencida". En contraste, Harry acepta la necesidad de su propia muerte por el bien del amor. Gerson también sugiere que algunos se preguntarán, "¿Cómo puede una serie de libros sobre tolerancia también ser una serie de libros sobre religión?". Él responde que varios otros "creen — no a pesar de su fé sino debido a ella— que los mestizos, los hombres lobo y otros deberían ser tratados con amabilidad y justicia. Sobre todo, los creyentes son llamados a amar, incluso al costo más alto."
En una entrevista de 1999 con Rowling, Joanna Carey de The Guardian Unlimited dijo, "JK Rowling es tan ingeniosa y subversiva como sería de esperar." Rowling describió su admiración por Jessica Mitford desde los 14 años, su tiempo en la Universidad de Exeter como "no exactamente la oportunidad de ser lo ‘radical’ que yo planeaba", y dijo que los últimos libros lidian con las hormonas de Harry, y las muertes no serían como otras series infantiles como Los Cinco. Carey sugirió un paralelismo entre Harry Potter y el príncipe Harry del cual Rowling se ríe, diciendo que un amigo dijo que nunca deje que la prensa le haga criticar a la familia real.
James Morone, un profesor de ciencia política en la Universidad Brown, escribió en la revista liberal The American Prospect en 2001, "El director mágico Albus Dumbledore prácticamente premia con puntos adicionales por romper las reglas. [...] El Colegio Hogwarts de Magia y Hechicería es rebelde, incluso ligeramente anarquista. [...] La compañera de Harry Hermione “había empezado a relajarse más sobre romper las reglas”, escribe Rowling cerca del final de ‘la piedra filosofal’, “y ella fue mucho más agradable por esto.” [...] hay más que un toque de anarquía cuando todos los estudiantes cantas su propia melodía. En sus libros, los niños son los agentes centrales de sus propias vidas. Ellos hacen elecciones. Tienen juicio propio. Luchan con la libertad."
Isabelle Smadja de Le Monde escribió que Harry Potter es el primer héroe ficticio de la generación antiglobalista, anticapitalista, pro-tercer mundo y pro-"Seattle". Ella escribió que "La examinación del texto sugiere que son, de hecho, una crítica feroz de la sociedad consumista y el mundo de la libre empresa."

## Objeciones conservadoras a los valores liberales y socialistas
El grupo derechista estadounidense John Birch Society se ha opuesto a los libros de Rowling y sus declaraciones públicas. En su artículo para la revista de la John Birch Society The New American, el director de comunicación del Partido de la Constitución Steve Bonta comparó a Harry Potter negativamente con El Señor de los Anillos, diciendo, "Los libros de Potter se leen en lugares como diatribas contra la clase media moderna, especialmente siempre que Harry confronta a su familia adoptiva ridículamente disfuncional y francamente abusiva, los Dursley."

## Valores conservadores y sexistas
El crítico Anthony Hoden escribió en The Observer sobre su experiencia de juzgar Harry Potter y el prisionero de Azkaban para los Premios Whitbread Book de 1999. Su visión general de la serie fue muy negativa: "la saga Potter fue esencialmente patrocinadora, muy conservadora, altamente derivada y nostálgica de una manera desalentadora para una Bretaña de antaño." Una reseña en The Guardian se hizo eco en esta interpretación y dijo, "A pesar de todos los gestos al multiculturalismo y la igualdad de género de todos los libros, Harry Potter es un conservador. Un Tory nacional y paternalista, quizás, pero un Tory de todos modos." Rod Liddle de The Sunday Times también concluye que el cuento de Potter es popular por sus valores sexistas y neoconservaduristas, sugiriendo que estos es normal en libros infantiles, pero no en libros para adultos. La crítica de Salon Christine Schoefer también criticó a los libros como sexistas, clamando que la serie presenta un mundo patriarcal lleno de estereotipos y adherencia a "la suposición convencional de que los hombres gobiernan y deberían gobernar el mundo."
Cuando un entrevistador sugirió que sus libros retrataban un mundo conservador, Rowling respondió, "Así que me dicen repetidamente. Los dos grupos de gente que constantemente me agradecen son los wiccanos (brujas blancas) y los internados. Y realmente, no me agradezcan. No estoy con ninguno de ellos. La nueva era me hiela la sangre, y Jessie [mi hija] nunca iría a un internado. Yo fui a un integral."
Rowling dice que se frustra con  "lo del mundo conservador". Ella hizo de Hogwarts un internado para que la acción pudiera ocurrir en el medio de la noche y para crear una sensación de comunidad entre los personajes. Harry también refleja el mundo moderno, argumenta ella, en el cual él es mestizo —su padre siendo sangre pura, su madre siendo hija de muggles—. Ella también dice que su consciencia feminista está en Hermione, "que es el personaje más brillante" y es "un personaje femenino muy fuerte".

## Valores liberales y capitalistas
En un artículo publicado en el prominente periódico francés Le Monde, el experto literario Ilias Yocaris argumentó que Harry Potter "probablemente sin querer, aparece así como un resumen de los objetivos sociales y educativos del capitalismo liberal." De acuerdo con el análisis de Yocaris, toda la vida en Hogwarts está dominada por una cultura competitiva: "la competición entre los estudiantes para ser prefectos; la competición entre las “casas” de Hogwarts para ganar puntos; la competición entre escuelas de magia para ganar el cáliz de fuego; y, finalmente, la sangrienta competición entre las fuerzas del bien y el mal." El mercado libre tiene un papel prominente y positivo, mientras el estado —el Ministerio de Magia— es presentado como ineficiente y burocrático. En esta "selva despiadada", la educación sólo apunta a "darle a los estudiantes un conocimiento práctico inmediatamente explotable que puede ayudarlos en su batalla por sobrevivir", mientras los temas artísticos y las ciencias sociales son inútiles o están ausentes. Yocaris concluye, "Como el totalitarismo orweliano, este capitalismo trata de formar no sólo el mundo real, sino también la imaginación de los ciudadanos y consumidores", produciendo una literatura que sugiere que no hay alternativa. En un artículo publicado en Journal of Contemporary Religion, Michael Ostling también argumentó que la serie describe una sociedad capitalista y consumista moderna, donde el papel de los artilugios es desempeñado por la magia. El artículo de Yocaris provocó la respuesta de Isabelle Smadja citada anteriormente.

## Distinciones de clases
O, The Oprah Magazine notó que Rowling admira a Roddy Doyle y Jane Austen, diciendo que "ambas de las cuales escriben sobre distinciones de clases", y le preguntaron si la razón por la que Rowling escribió sobre las clases fue una decisión consciente. Rowling respondió, "los niños están extremadamente al tanto del dinero —antes de estar al tanto de las clases—. En realidad, un niño no va a notar cómo otro niño sostiene su cuchillo y tenedor. Pero un niño estará extremadamente al tanto de que no tiene dinero de bolsillo. O que no tiene tanto dinero de bolsillo. Pienso en mí misma a los 11 años. Los niños pueden ser malos, muy malos. Así que estaba ahí en Ron no tener las túnicas del largo apropiado, ¿saben? Y no poder comprar cosas en el tren. Tiene que llevar sándwiches que su madre le hizo, aun cuando no le gustan los sándwiches. Tener suficiente dinero para encajar en una importante faceta de la vida —¿y qué es más conformista que una escuela?"

## Interpretación antigobierno
Algunos comentaristas políticos han visto la descripción de Rowling de un Ministerio de Magia burocratizado y las medidas opresivas tomadas por el Ministerio en los últimos libros (como la asistencia obligatoria a Hogwarts y el registro de hijos de muggles con el Ministerio) como una alegoría antiestatista.
El People's Weekly World, el periódico del Partido Comunista de Estados Unidos, clama que los lectores "se ven inmersos en la política del mundo mágico —los “Decretos de Enseñanza” de la representante del Ministerio de Magia con cara de sapo, las conexiones de alto nivel de “criminales de guerra” del último levantamiento de Voldemort, el prejuicio contra los “sangre sucia” y los “mestizos”", y sugirió conexiones "con el mundo en que vivimos, con las similitudes y diferencias entre la administración de Fudge y la administración de Bush."
El filósofo Jean-Claude Milner clamó, "Como tal, Harry Potter es una máquina de guerra contra el mundo thatcherista/blairista y el ‘estilo de vida estadounidense’ en el Libération de Francia."
El profesor de derecho Benjamin Barton, de la Universidad de Tennessee, discute los aspectos libertario de Harry Potter en su artículo Harry Potter and the Half-Crazed Bureaucracy, publicado en Michigan Law Review. Barton dice, "el mordaz retrato de gobierno de Rowling es sorprendentemente estridente y efectivo. Esto es en parte porque su crítica funciona en muchos niveles: las funciones gubernamentales, la estructura gubernamental y los burócratas que dirigen el espectáculo. Todos estos tres elementos trabajan juntos para retratar un Ministerio de Magia manejado por burócratas egoístas empeñados en aumentar y proteger su poder, normalmente para el perjuicio del público en general. En otras palabras, Rowling crea el gobierno de los sueños —o las pesadillas— de un erudito del interés público."
Rowling describe al amado mago Albus Dumbledore como maquiavélico y dice, "yo quería que cuestionen a Dumbledore. Está bien cuestionarlo, porque él trataba a la gente como marionetas, y le pedía a Harry que haga un trabajo que la mayoría de los hombres del doble de su edad no habrían sido capaces de hacer."

## Personajes comparados con George Bush, Tony Blair y Saddam Hussein
La revista Newsweek le preguntó a Alfonso Cuarón, director de la tercera película, basada en el prisionero de Azkaban de Rowling, si el mago tenebroso Voldemort le seguía recordando a George W. Bush. Cuarón confirmó, "En combinación con Saddam. Ambos tienen intereses egoístas y están muy enamorados del poder. También un desprecio por el ambiente. Un amor por manipular a la gente. Leí los libros cuatro y cinco, y Fudge es similar a Tony Blair. Él es el político definitivo. Él niega varias cosas. Y todo es por el bien de su propia persona, su propio poder. Del modo en que el asunto de Irak fue manejado no fue distinto al modo en que Fudge manejó los incidentes en el cuarto libro."
La revista Slate también dice que Rowling critica la administración de Bush y Blair sugiriendo que el folleto de seguridad del Ministerio recuerda a la Operación TIPS (por Terrorism Information and Prevention System, el Sistema de Información y Prevención del Terrorismo). La autora también sugiere que Azkaban, la prisión mágica, es una suplente del centro de detención de Guantánamo.
Rowling nunca ha confirmado estas interpretaciones en Harry Potter; sin embargo, cuando el entonces Canciller Gordon Brown una vez le pidió que avale al Partido Laborista mientras Tony Blair era primer ministro, Rowling se negó. Rowling atacó la política del gobierno de Blaari sobre las familias de padres solteros. Ella dijo que el laborismo podría hacer "bastante más" y luego donó £500,000 a la caridad de familias monoparentales para dar un ejemplo. Rowling dijo que las medidas de Brown para los niños "habrían hecho una real diferencia en la vida de mi familia" cuando ella era pobre. Blair renunció poco antes de la publicación del séptimo libro de Rowling, y Brown asumió como primer ministro. Rowling más tarde donó £1 millón al Partido Laborista durante la elección general de 2010 que perdió el laborismo.

## Reforma educativa enla Orden del Fénix
Los maestros han llamado a Harry Potter y la Orden del Fénix una "sátira abrasadora en años de interferencia por motivos políticas en la dirección de escuelas."
Rowling describe a su personaje Dolores Umbridge, la directora de Hogwarts designada y subsecretaria del ministro Cornelius Fudge, diciendo que "Ella tiene buenos contactos en el Ministerio. Ella es una de aquellas personas, y ellos existen en la vida real, que siempre estarán del lado del orden establecido. En lo que le concierne, la autoridad no puede estar equivocada, así que ella no la cuestiona, y yo llegaría a decir que sin importar qué pase y quién se haga cargo del Ministerio, Umbridge estaría allí, a ella le gusta el poder. Así que estará del lado de la gente que le da autoridad."
Andrew Slack, fundador de Harry Potter Alliance, dice en In These Times, "Lindsay Lohan reemplaza a las noticias sobre genocidio, los hombres evalúan su “valor” por sus sueldos, los cuerpos de las mujeres son tratados como productos y nuestro sistema educativo se preocupa no por estimular la curiosidad de los niños sino por llevarlos a regurgitar eficientemente la información en pruebas estandarizadas."
La secretaria húngara estatal para la educación Rózsa Hoffmann y sus reformas han sido varias veces comparadas con Dolores Umbridge y sus acciones en las novelas.

## Antiterrorismo
El sitio web de Capitalist Magazine dice que, "Con una guerra a largo plazo en progreso y amenazas de más ataques terroristas en territorio estadounidense," Harry Potter no es simple evasión y "muestra un mundo donde la felicidad puede lograrse, los villanos pueden ser derrotados, y los medios del éxito pueden aprenderse."
La revista Time dice que para Harry Potter y la Orden del Fénix, "Harry está envuelto en una guerra semi-civil sin fronteras con un líder oculto en las sombras cuya existencia el gobierno ignoraba hasta que el desastre forzó la situación y que es apoyado por una red secreta de agentes en cubierto dispuestos a recurrir a tácticas de impactante crueldad. Los niños que crecieron con Harry Potter —puedes llamarlos la Generación Hex— son los niños que crecieron con la amenaza omnipresente del terrorismo, y es inevitable que en algún nivel ellos hagan una conexión entre ambos."
Julia Turner de la revista Slate compara a Harry Potter y el misterio del príncipe con la guerra al terror en el contexto de la lucha contra Osama bin Laden, diciendo que Voldemort toma el terrorismo destruyendo puentes, asesinado inocentes y forzando a los niños a matar a los mayores. Ella también nota los paralelismos en la respuesta de la comunidad, diciendo que la tienda de Fred y George Weasley hace una fortuna vendiendo capas escudo y el nuevo Ministro de Magia encarcela a un hombre inocente, esperando evitar el pánico y crear la impresión de que está actuando.
Rowling dijo, "Nunca he pensado ‘Es hora de un libro de Harry Potter post-9/11,’ no. Pero lo que Voldemort hace, en muchos sentidos, es terrorismo, y eso estaba bastante claro en mi mente antes de que ocurriera el 9/11. Iba a leer anoche [es decir, hacer la lectura de medianoche en el castillo] desde el capítulo uno. Esa fue la lectura hasta el 7 de julio [bombardeos en Londres]. Luego, me quedó bastante claro que iba a ser extremadamente inapropiado que yo lea el pasaje en el que el primer ministro muggle está discutiendo un asesinato masivo de muggles. Simplemente no era apropiado, así que allí tuve que cambiar, y decidí ir por la tienda de chascos, que es muy simbólica porque, por supuesto, Harry le dijo a Fred y George, “Me temo que dentro de poco nos van a hacer mucha falta las risas.” Todo cuadra muy bien. Así que no, no conscientemente, pero hay paralelismos, obviamente. Pienso que una de las veces que sentí los paralelismos fue cuando estaba escribiendo sobre el arresto de Stan Shunpike, ¿sabes? Siempre planeé que este tipo de cosas pasara, pero estas tienen resonancias muy poderosas, dado que yo, y varia gente cree, que ha habido instancias de persecución de gente que no merece ser perseguida, incluso mientras intentamos encontrar a la gente que cometió atrocidades puras. Estas cosas sólo pasan, es la naturaleza humana. Hubo algunos paralelismos muy llamativos en el momento en que lo estaba escribiendo."

## Harry Potterusado por activistas políticos

### KidSPEAK!
En respuesta al acceso restringido a los libros de Harry Potter los niños comenzaron una campaña de envío de cartas, formando clubes y organizando peticiones, lo que finalmente se fusionó en un sitio llamado "Muggles por Harry Potter". El sitio evolucionó a kidSPEAK!, un foro para niño para evitar la censura en general, y para pelear por Harry Potter en específico.

### Harry Potter Alliance
Andrew Slack, un actor/comediante y aficionado de Harry Potter, cofundó Harry Potter Alliance (o la Alianza de Harry Potter) para destacar la crisis en Sudán y la desigualdad social. In These Times presentó a Slack en 2007, en un artículo sobre activistas muggles donde Slack dijo, "El paralelismo de Harry Potter con Darfur es simple: Con tanto el Ministerio de Magia y El Profeta (la principal fuente de noticias del mundo mágico) negando que Voldemort ha regresado y el mal está en curso, Harry y su grupo rebelde clandestino, el “Ejército de Dumbledore”, trabaja con el grupo adulto, la “Orden del Fénix”, para despertar al mundo. Nosotros en la Alianza buscamos ser el Ejército de Dumbledore del mundo rel, trabajando con organizaciones antigenocidio, como “Fidelity Out of Sudan” —en español: Fidelidad Fuera de Sudán— y la “Genodice Intervention Network” —en español: Red de Intervención de Genocidios—, para despertar a nuestros gobiernos, corporaciones y medios ante el hecho de que “nunca más” significa “nunca más”."
Cuando la revista Time preguntó sobre Harry Potter Alliance, Rowling dijo, "Es increíble, es humilde y es alentador ver gente yendo allá afuera y haciendo eso en el nombre de tu personaje. ¿Qué predicaron mis libros de principio a fin? Intolerancia, violencia, luchas por poder, no importa qué. Todas esas cosas están ocurriendo en Darfur. Así que ellos en verdad no podrían haber elegido una mejor causa." Rowling premió a Harry Potter Alliance con un Fan Site Award en diciembre de 2007.
En febrero de 2010, HPA realizó una recaudación de fondos masiva para apoyar a aquellos en extrema necesidad después del trágico evento del terremoto en Haití. Se realizaron transmisiones en línea en vivo en donde las celebridades —especialmente aquellos que son parte del fandom de Harry Potter— actuaron y alentaron a los espectadores a donar dinero. Las donaciones llegaron a través de una subasta que no garantizaba un premio. Algunos artículos en oferta eran: un set de libros de Harry Potter firmados, una guitarra firmada por el actor Tom Felton, aros hechos a mano de la actriz Evanna Lynch, y una historia de mil palabras sobre lo que sea que el ganador desee que Maureen Johnson y John Green escriban. Las trasmisiones en línea fueron bastante exitosas, recaudando más de USD150,000. El plan original de Helping Haiti Heal —en español: Ayudando a Haití a curarse— era tener tres aviones llenos de auxilios (apodados Harry, Ron y Hermione respectivamente) dirigidos a Haití. Para junio del mismo año, cinco aviones fueron enviados a Haití: Harry, Ron, Hermione, DFTBA —Don't Forget To Be Awesome (en español: No olviden ser asombrosos)— y el último llamado Dumbledore. El 28 de junio, hubo un video transmitido en vivo celebrando el aterrizaje de Dumbledore. Evanna Lynch estuvo presente en la transmisión e incluso respondió preguntas hechas por los fanes. Ophelia Dahl, la hija del fallecido autor británico Roald Dahl, también estuvo presente ya que trabajó con Compañeros en Salud, con quien Harry Potter Alliance se unió por Helping Haiti Heal.
En marzo de 2010, Harry Potter Alliance hizo una campaña para que la gente envíe sus libros al Delta de Misisipi, que iban a Ruanda. Para junio, cuando la campaña terminó, habían donado más de 40,000 libros. En julio de 2010, Harry Potter Alliance ganó USD250,000 en el concurso de Chase Community Giving. El dinero será dedicado a la alfabetización, los derechos de los LGBT y la construcción de la comunidad en línea.

### Walmart Watch
Walmart Watch usa parodias de Harry Potter para comparar a Walmart con lord Voldemort, y crea analogías entre los elfos domésticos y el trabajo forzado.

### Stop Big Media
Stop Big Media obtuvo apoyo de "Rocking Out Against Voldemedia" —en español: "Rockeando contra Voldemedia"—, una compilación de diez canciones originales de diez bandas de "rock mágico" con temática de Harry Potter. Andrew Slack y Harry Potter Alliance comparan la consolidación mediática en los Estados Unidos con el control del Ministerio de Magia sobre El Profeta en los libros de Harry Potter diciendo que "Una vez que Voldemort se apoderó de toda forma de los medios en el mundo mágico, el Ejército de Dumbledore y la Orden del Fénix formaron un movimiento mediático independiente llamado Pottervigilancia. Ahora HP Alliance y Wizard Rock tienen que unirse para pelear por un movimiento de Pottervigilancia en el mundo real para defenderse contra Big VoldeMedia de mayor eliminación de noticias locales y extranjeras, la representación de la minoría, y el derecho a libertad de prensa."

### Centro para la Ciencia en el Interés Público
Una campaña mundial para "salvar a Harry Potter de las garras de The Coca-Cola Company" fue iniciada por el no lucrativo Centro para la Ciencia en el Interés Público. El grupo dice que por mercadear agresivamente las bebidas con azúcar y cafeína a los fanes jóvenes de la serie Harry Potter, Coca-Cola está ayudando a "alimentar la epidemia de obesidad infantil."

### Campaña por el Futuro de Estados Unidos
En una parodia de Harry Potter, la Campaña por el Futuro de Estados Unidos le dio al actor de Seinfeld Jason Alexander el papel de "Lord Rovemort", una representación de Karl Rove que coordina la "obstrucción" republicana en el Congreso.

## Política de J. K. Rowling
Rowling es una notable filántropa y tiene enlaces en su sitio web que promocionan Amnistía Internacional, la Sociedad de la esclerosis múltiple, Familias Monoparentales, y Lumos —antes el Children's High Level Group—, el cual Rowling cofundó para abogar en contra del uso de camas jaula para niños con discapacidad mental. Rowling dice que su heroína es la muckraker Jessica Mitford, a quien Rowling describe como una "socialista autodidacta". Rowling reconoce ser de izquierda y dijo que "Hay una cierta cantidad de cosas políticas ahí [en Harry Potter] Pero también siento que cada lector traerá su propia agenda al libro. La gente que envía a sus hijos a internados parecen sentir que estoy del otro lado. No lo estoy. Los wiccanos practicantes piensan que también soy una bruja. No lo soy."

### Política británica
J. K. Rowling ha sido una vieja amiga del antiguo primer ministro Gordon Brown y su esposa Sarah Brown. En septiembre de 2008, Rowling donó £1 millón al Partido Laborista, diciendo, "Yo creo que a las familias pobres y vulnerables les irá mucho mejor bajo el Partido Laborista que bajo el Partido Conservador liderado por Cameron. [...] El gobierno laborista ha revertido la tendencia a largo plazo en pobreza infantil, y es uno de los países de la UE líderes en el combate de la pobreza infantil. La promesa de David Cameron de beneficios de impuestos para los matrimonios, por otro lado, recuerda al gobierno conservador. Yo experimenté como madre soltera. Envía el mensaje de que los conservadores aún creen que una pareja casada, sin hijos y con dos ingresos merece más una palmada financiera en la cabeza que aquellos, luchando, como yo una vez hice, para mantener a sus familias a flote en tiempos difíciles." Rowling elogió a Brown en un artículo de 2009 de la revista Time, diciendo que ella aún lo quiere a cargo.
Rowling escribió sobre lo que significaba ser británico diciendo, "Significa un estado benefactor del cual deberíamos estar sumamente orgullosos y una tradición de tolerancia y libertad de expresión que deberíamos defender con nuestro último aliento colectivo." Rowling también elogió al Servicio Nacional de Salud.

### Política estadounidense
Rowling le dijo al diario El País en febrero de 2008 que "La política exterior de Estados Unidos en los últimos años ha afectado, para mal, tanto a su país como al mío. [...] Quiero a un demócrata en la Casa Blanca. Y me parece una lástima que Clinton y Obama tengan que ser rivales porque ambos son extraordinarios." En 2009, Obama regresó el elogio cuando se encontró con Rowling en una cena de G-20 diciéndole que había leído todos sus libros junto con sus hijas Sasha y Malia.
Rowling le aconsejó a los graduados de Harvard de 2008, "La gran mayoría de ustedes pertenecen al único superpoder que le queda al mundo. El modo en que votan, el modo en que viven, el modo en que protestan, la presión que ejercen sobre su gobierno, tiene un impacto mucho más allá de sus límites. Ese es su privilegio, y su carga."
Aparentemente, se negó que la Medalla Presidencial de la Libertad fuera otorgada a Rowling bajo George W. Bush, porque sus libros "alentaban la brujería". Esto fue afirmado por Matt Latimer, un antiguo escritor de discursos para Bush, quien se dedicó a escribir una biografía sobre su tiempo en la administración, aunque Laura Bush, la entonces primera dama, había declarado una afición por los libros.

### Amnistía Internacional
Su empleo en Amnistía Internacional hizo que Rowling se diera cuenta de que la imaginación es lo que permite que "miles de personas que nunca han sido torturadas o encarceladas por sus creencias actúen a favor de aquellos que sí." Según Rowling, el peligro de la inacción viene de las personas que "prefieren no ejercitar su imaginación en absoluto. Ellos eligen permanecer cómodamente dentro de los límites de su propia experiencia, sin preocuparse en pensar cómo se sentiría ser otra persona. Ellos pueden negarse a oír gritos o mirar dentro de las jaulas; ellos pueden cerrar sus mentes y corazones a cualquier sufrimiento que no los toque personalmente; ellos pueden rehusarse a saber.
Yo podría estar tentada a envidiar a los que pueden vivir de ese modo, excepto que no pienso que tengan menos pesadillas que yo. Eligiendo vivir en espacios reducidos lleva a una forma de agorafobia mental, y eso trae sus propios miedos. Pienso que los faltos de imaginación intencionales ven más monstruos. Ellos están asustados más seguido."

### Valores ecológicos
J. K. Rowling fue reconocida con la Orden del Bosque por demandarle a 16 editores alrededor del mundo que impriman sus libros usando papel ecológico. El último libro de la serie Harry Potter está considerado dentro de la industria de los más ecológicos en la historia de las publicaciones.
En 2008, J. K. Rowling obstruyó la publicación finlandesa de su última novela de Harry Potter en papel de Finlandia debido a su falta de la certificación ecológica que ella prefiere.

### Desórdenes alimenticios
Rowling usó su estatus de celebridad en su sitio web personal para recomendar sus opiniones sobre las delgadas modelos a seguir famosas. Rowling dijo que son jóvenes mujeres "cuya única función en el mundo parece ser apoyar el comercio de bolsos caros y perros del tamaño de ratas".
Simon Walters, editor político de The Mail on Sunday, reclamó que el ataque de Rowling a los estándares de peso fue hipócrita, ya que tantos personajes "malos" en sus libros, como Dudley y Vernon Dursley, son gordos, mientras Harry mismo es tan delgado. Rowling respondió a sus críticas diciendo que entre las personas en los libros de Harry Potter que están en "el lado más rechoncho" se encuentran "varios de mis personajes más importantes, admirables y encantadores". Ella incluyó un enlace a un sitio web de fanes —MuggleNet— que lista a siete personajes que son "gordos y buenos", tres que son "gordos y malos"y clama que no hay ninguno que sea "gordo y malvado", sin embargo, sí hay personajes delgados y malvados.

### Marcas de edad de libros infantiles
J. K. Rowling se opone al etiquetado de niños infantiles como "apropiados para su edad".

### Campaña de independencia escocesa
Como una residente de Escocia, Rowling tiene derecho a votar en el referéndum para la independencia de Escocia de 2014, y tiene la intención de votar "No". Ella donó £1 millón (US$1 694 000) a la campaña antiindependencia Better Together, liderada por el antiguo vecino y amigo Darling, y usó a los mortífagos de su serie Harry Potter —que rechazan a los magos a menos que sean sangre pura— como una referencia en la explicación de su donación en su blog; las palabras de Rowling son: "Sin embargo, cuando la gente trata de hacer este debate sobre la pureza de tu linaje, las cosas comienzan a ponerse un poco mortifagosas a mi gusto." Después de la donación, a mediados de junio de 2014, ella explicó en su blog que es "amigable" con los miembros de ambas campañas, y afirmó creer que "hay gente inteligente y considerada de ambos lados de esta cuestión."
Mientras Rowling concluyó que "Si la mayoría de la gente en Escocia quiere independencia, de verdad espero que esto sea un éxito rotundo" y que "Es porque amo este país que quiero que prospere." Ella explica en el cuerpo de su artículo que está preocupada sobre "graves riesgos" y, siendo la investigación médica escocesa de particular interés para ella, Rowling ha donado una gran suma de dinero a la investigación de la esclerosis múltiple luego de la muerte de su madre por esta enfermedad. El miedo de Rowling fue disparado por una carta abierta de todas las cinco escuelas médicas de Escocia, en la cual se expresa una "grave preocupación" sobre el impacto de la independencia sobre el muy respetado trabajo médico de Escocia. La carta, que dice que los planes del primer ministro Alex Salmond para un área de financiación de investigación común están "plagados de dificultades" y es "poco probable que se hagan realidad", es respaldada por 14 profesores, que acuerdan que "Es muy improbable que el resto del Reino Unido tolere una situación en la que un país “competidor” independiente gane más dinero que el que contribuyó."
La organización con sede en Edimburgo National Collective, "el movimiento sin partido para artistas y creativos que apoyan la independencia escocesa", publicó una carta abierta en respuesta a la explicación de Rowling el 11 de junio de 2014, firmada por la Asistente de Investigación Docente y freelancer Mairi McFadyen. McFayden dice que ella está "entristecida" por la posición de Rowling, pero afirma que "No es mi intención aquí refutar tus argumentos, sino ofrecer una respuesta." McFayden escribe que el referéndum es "el regalo más maravilloso", ya que a los ciudadanos de su propio país se les pide su opinión sobre el futuro de su nación, y la "cuestión del referéndum ha disparado la imaginación de la nación." McFayden concluye con varias citas tomadas de un discurso emitido por Rowling, así como de un poema de Maurice Lindsay, y concluye: "Nos encantaría extenderte una invitación a ti misma a asistir a uno de los varios eventos de Yestival que se llevará a cabo a través de Escocia este julio."